# Breteuil (Eure)
Breteuil-sur-Iton redirige ici.
Pour les articles homonymes, voir Breteuil et Iton (homonymie).
Breteuil, dite aussi Breteuil-sur-Iton, est une commune française située dans le département de l'Eure, en région Normandie.
Avec le statut administratif de commune nouvelle, elle est issue le 1er janvier 2016 de la fusion des trois communes : l'ancienne commune Breteuil, Cintray et La Guéroulde. La nouvelle entité administrative prend également le nom de Breteuil.

## Géographie
- 1Carte dynamique
- 2Carte OpenStreetMap
- 3Carte topographique
- 4Carte avec les communes environnantes

Elle est située au sud de l'Eure, dans la région Normandie. C'est le chef-lieu du canton de Breteuil. Elle appartient à la communauté de communes du canton de Breteuil-sur-Iton. La commune est située à environ 100 km à l'ouest de Paris, 80 km au sud de Rouen et à 80 km au nord-ouest de Chartres.
Le territoire de la commune est principalement composé de vastes plaines et de massifs forestiers.
Breteuil-sur-Iton est l'une des 88 communes du pays d'accueil touristique d'Avre, d'Eure et d'Iton.
| Les Baux-de-Breteuil                                             | Le Lesme (comm. dél. de Guernanville)                       | Marbois (comm. dél. de Saint-Denis-du-Béhélan)                                                                                             |
| Bémécourt Verneuil d'Avre et d'Iton (comm. dél. de Francheville) | Breteuil                                                    | Mesnils-sur-Iton (comm. dél. de Condé-sur-Iton) Sainte-Marie-d'Attez (comm. dél. de Saint-Nicolas-d'Attez et de Saint-Ouen-d'Attez) Piseux |
|                                                                  | Verneuil d'Avre et d'Iton (comm. dél. de Verneuil-sur-Avre) | |

### Hydrographie
La commune est située dans le bassin Seine-Normandie. Elle est drainée par l'Iton, l'Iton bras Force de Breteuil, l'Iton bras Force de Verneuil, le Trou de Botte, le Rouloir, le bras 02 de Sauve-Qui-Peut, le bras 03 de Sauve-Qui-Peut, un bras de l'Iton, le canal 01 de la commune de Bemecourt, le cours d'eau 01 de Sauve-Qui-Peut, le fossé 02 de Sauve-Qui-Peut, l'Iton, le Ruel et divers autres petits cours d'eau,.
L'Iton, d'une longueur de 132 km, prend sa source dans la commune de Mahéru et se jette  dans l'Eure à Acquigny, après avoir traversé 39 communes.Les caractéristiques hydrologiques de l'Iton sont données par la station hydrologique située sur la commune de Mesnils-sur-Iton. Le débit moyen mensuel est de 1,34 m3/s. Le débit moyen journalier maximum est de 21,4 m3/s, atteint lors de la crue du 6 juin 2018. Le débit instantané maximal est quant à lui de 32 m3/s, atteint le même jour.
L'Iton Bras Force de Breteuil, d'une longueur de 14 km, prend sa source dans la commune de Bourth et se jette  dans l'Iton à Mesnils-sur-Iton, après avoir traversé quatre communes.
L'Iton Bras Force de Verneuil, d'une longueur de 13 km, prend sa source dans la commune de Bourth et se jette  dans un bras de l'Avre à Verneuil d'Avre et d'Iton, après avoir traversé trois communes.
Le Rouloir, d'une longueur de 49 km, prend sa source dans la commune de Saint-Ouen-sur-Iton et se jette  dans un bras de l'Iton à Glisolles, après avoir traversé 15 communes.

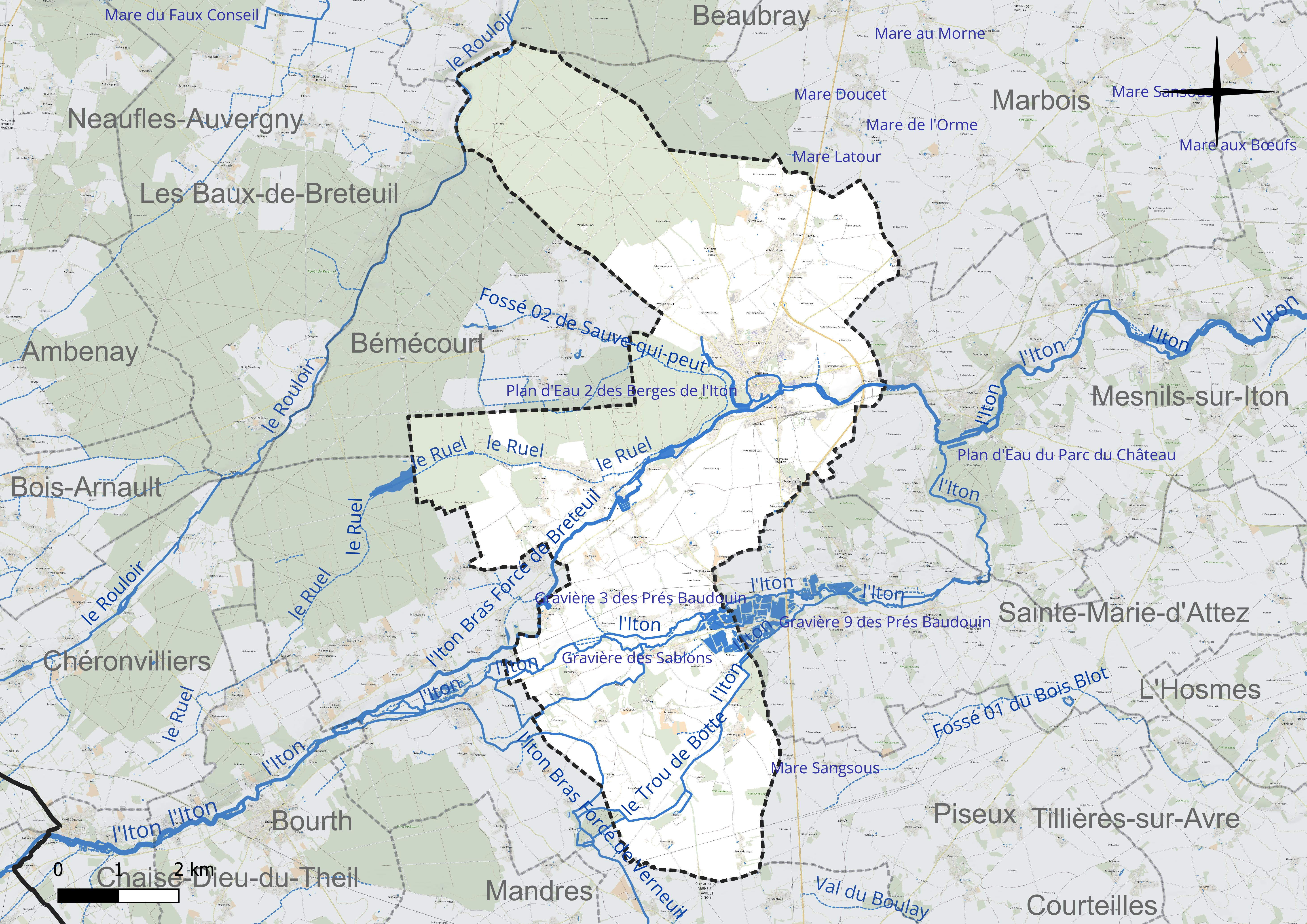
Réseau hydrographique de Breteuil.

Huit plans d'eau complètent le réseau hydrographique : la gravière 1 des Prés Baudouin (5,3 ha), la gravière 1 du Bas des Pâtures, d'une superficie totale de 1,7 ha (0,7 ha sur la commune), la gravière de la ballastière, d'une superficie totale de 9,6 ha (9,5 ha sur la commune), la gravière des Sablons (3,8 ha), le plan d'eau 2 des Berges de l'Iton (4,5 ha), le plan d'eau de la Haie Moray (0,7 ha), le plan d'eau du Marteau (2,5 ha) et les étangs de Cintray, d'une superficie totale de 6,2 ha (3,2 ha sur la commune),.

### Climat
Le climat qui caractérise la commune est qualifié, en 2010, de « climat océanique dégradé des plaines du Centre et du Nord », selon la typologie des climats de la France qui compte alors huit grands types de climats en métropole. En 2020, la commune ressort du type « climat océanique altéré » dans la classification établie par Météo-France, qui ne compte désormais, en première approche, que cinq grands types de climats en métropole. Il s’agit d’une zone de transition entre le climat océanique, le climat de montagne et le climat semi-continental. Les écarts de température entre hiver et été augmentent avec l'éloignement de la mer. La pluviométrie est plus faible qu'en bord de mer, sauf aux abords des reliefs.
Les paramètres climatiques qui ont permis d’établir la typologie de 2010 comportent six variables pour les températures et huit pour les précipitations, dont les valeurs correspondent à la normale 1971-2000. Les sept principales variables caractérisant la commune sont présentées dans l'encadré ci-après.
| Paramètres climatiques communaux sur la période 1971-2000 - Moyenne annuelle de température : 10,2 °C - Nombre de jours avec une température inférieure à −5 °C : 3,8 j - Nombre de jours avec une température supérieure à 30 °C : 3,1 j - Amplitude thermique annuelle : 14,2 °C - Cumuls annuels de précipitation : 683 mm - Nombre de jours de précipitation en janvier : 11,2 j - Nombre de jours de précipitation en juillet : 8,2 j |

Avec le changement climatique, ces variables ont évolué. Une étude réalisée en 2014 par la direction générale de l'Énergie et du Climat complétée par des études régionales prévoit en effet que la  température moyenne devrait croître et la pluviométrie moyenne baisser, avec toutefois de fortes variations régionales. La station météorologique de Météo-France installée sur la commune et mise en service en 1957 permet de connaître l'évolution des indicateurs météorologiques. Le tableau détaillé pour la période 1981-2010 est présenté ci-après.
| Mois                                  | jan.           | fév.           | mars           | avril         | mai           | juin          | jui.         | août           | sep.          | oct.            | nov.            | déc.             | année    |
| ------------------------------------- | -------------- | -------------- | -------------- | ------------- | ------------- | ------------- | ------------ | -------------- | ------------- | --------------- | --------------- | ---------------- | -------- |
| Température minimale moyenne (°C)     | 0,7            | 0,4            | 2,3            | 3,5           | 7             | 9,8           | 12           | 11,8           | 9,1           | 6,9             | 3,4             | 1,3              | 5,7      |
| Température moyenne (°C)              | 3,9            | 4,3            | 7,1            | 9,2           | 12,9          | 15,9          | 18,3         | 18,3           | 15,1          | 11,5            | 7,1             | 4,3              | 10,7     |
| Température maximale moyenne (°C)     | 7,1            | 8,2            | 11,8           | 14,9          | 18,7          | 22,1          | 24,7         | 24,7           | 21,1          | 16,1            | 10,7            | 7,4              | 15,7     |
| Record de froid (°C) date du record   | −18 06.01.1979 | −18 24.02.1963 | −14 08.03.1971 | −5,5 11.04.03 | −3 07.05.1957 | 0 06.06.1957  | 2 01.07.1960 | 1,2 28.08.1974 | −1 25.09.03   | −5,6 20.10.1969 | −9,5 15.11.1965 | −16,5 29.12.1964 | −18 1979 |
| Record de chaleur (°C) date du record | 16,5 27.01.03  | 21 27.02.19    | 25,4 31.03.21  | 29,5 20.04.18 | 31 25.05.10   | 37,5 29.06.19 | 41 25.07.19  | 41 10.08.03    | 35,1 15.09.20 | 29,5 01.10.11   | 22 01.11.15     | 17 19.12.15      | 41 2019  |
| Précipitations (mm)                   | 60,3           | 46,5           | 51,5           | 49            | 63,3          | 51,8          | 59,2         | 38,9           | 53,4          | 66,4            | 57,8            | 70,1             | 668,2    |

## Urbanisme

### Typologie
Au 1er janvier 2024, Breteuil est catégorisée bourg rural, selon la nouvelle grille communale de densité à 7 niveaux définie par l'Insee en 2022.
Elle appartient à l'unité urbaine de Breteuil, une unité urbaine monocommunale constituant une ville isolée,. La commune est en outre hors attraction des villes,.

## Toponymie
Le lieu est attesté sous les formes Britullum au XIe siècle (charte de Raoul de Conches) ; Bretoil 1050 - 1066 ; Britolium en 1060 ; Bretolium en 1081 ; Britholium en 1130 (charte de Henri Ier) ; Bristollium en 1160 (traité de Louis VII et de Henri II) ; Brittol en 1167 ; Brutuillum en 1193 (bulle de Célestin III) ; Bretholium au début du XIIIe siècle ; Britulium en 1202 (cartulaire de Saint-Père de Chartres) ; Brithulium en 1258 ; Breteul en 1317 (lettres de Philippe le Long); Bretueil en 1336  (charte de Jean, duc de Normandie) ; Breteul au XIVe siècle ; Bretuel en 1356 ; Britoille en 1359 (traité entre le roi Jean et Édouard III) ; Bretheuil en 1378 ; Brethueuil en 1403 ; Bretheueil en 1455 (archives nationales) ; Bretheieul et Brethueul en 1469 ; Bretheul en 1492 ; Bretheuil en 1586 (procés-verbal de réformation de la coustume); Bretheuil en 1689 (arrêt du parlement); Breteuil sur Iton en 1789 (procés-verbal de l’assemblée du clergé du diocèse de Rouen).
Ce type toponymique est représenté ailleurs dans la toponymie du nord de la France, puisqu'on y trouve Breteuil (Oise, Brituogilum VIe siècle), Breteil (Ille-et-Vilaine), Brethel (Orne) et Bretel (Oise, Saint-Germer-de-Fly).
Albert Dauzat et Charles Rostaing proposent, pour le premier élément, le nom d'homme gaulois *Brittos, conjectural, selon François de Beaurepaire. En réalité, il est bien attesté selon Xavier Delamarre, mais sous les formes Brittus, Britus, Brittius, Britto.
Le second élément -euil est bien identifié : il résulte de l'évolution phonétique de l'appellatif gaulois ialon « terrain défriché », puis « village » (cf. gallois tir ial « terrain défriché »)
, qui explique la plupart des terminaisons -euil ou -ueil des noms de lieux anciens.
La base Britu- de la plus ancienne attestation de Breteuil (Oise) semble montrer qu'il s'agit du gaulois britu- « jugement », « pensée », le sens serait alors celui de « clairière ou village, où l'on rend les jugements », voire « clairière de Mars », puisqu'il s'agit d'une des épithètes du Mars gaulois Britouius. Mais les Breteuil remontent à un *Britto-ialon, ce qui explique la conservation de [t].
Une confusion a pu se produire plus tard avec la dénomination latine des Bretons : Britto, Brittones.

## Histoire
L'histoire de la commune est la synthèse des informations contenues dans les articles des communes   Breteuil, Cintray et La Guéroulde.

## Politique et administration
Jusqu'aux prochaines élections municipales de 2020, le conseil municipal de la nouvelle commune est constitué de tous les conseillers municipaux issus des conseils des anciennes communes. Le maire de chacune d'entre elles devient maire délégué.
| Nom              | Code Insee | Intercommunalité                          | Superficie (km2) | Population (dernière pop. légale) | Densité (hab./km2) |
| ---------------- | ---------- | ----------------------------------------- | ---------------- | --------------------------------- | ------------------ |
| Breteuil (siège) | 27112      | CC Interco Normandie Sud Eure             | 27,46            | 3 221 (2013)                      | 117                |
| Cintray          | 27159      | Communauté de communes Normandie Sud Eure | 16,27            | 467 (2013)                        | 29                 |
| La Guéroulde     | 27305      | Communauté de communes Normandie Sud Eure | 11,32            | 846 (2013)                        | 75                 |

### Liste des maires
| Période         | Période  | Identité      | Étiquette   | Qualité                                        |
| --------------- | -------- | ------------- | ----------- | ---------------------------------------------- |
| 12 janvier 2016 | En cours | Gérard Chéron | LR puis DVD | Artisan Conseiller départemental (depuis 2004) |

## Population et société

### Démographie
L'évolution du nombre d'habitants est connue à travers les recensements de la population effectués dans la commune depuis sa création.

En 2022, la commune comptait 4 284 habitants, en évolution de −4,69 % par rapport à 2016 (Eure : −0,25 %, France hors Mayotte : +2,11 %).
| 2018  | 2022  |
| ----- | ----- |
| 4 353 | 4 284 |

### Enseignement
- École maternelle « Maurice-Duchossoy » ;
- École primaire « Guy-de-Maupassant » ;
- École primaire « Jacques-Prévert » ;
- Collège « Évariste-Galois ».

## Équipements sportifs
- Gymnase, salle multisport : tennis, basket-ball, handball...
- Salle d'arts martiaux et de gymnastique : judo, karaté...
- Stade municipal Jean-Marais (sans rapport avec l'acteur Jean Marais) : football, athlétisme…

## Culture locale et patrimoine

### Lieux et monuments

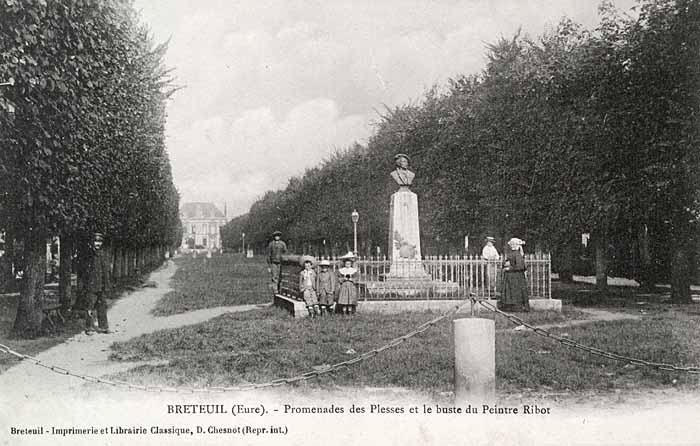
Louis-Émile Décorchemont, Monument à Théodule Ribot (1893).

Les lieux et monuments de la nouvelle commune sont ceux des communes fusionnées.
- Collégiale Saint-Sulpice
- Église Saint-Martin de Cintray
- Musée Vie et métiers d'autrefois
- Médiathèque Le Kiosque située aux abords de l'étang et du jardin public